# Sinella alata
Sinella alata är en urinsektsart som beskrevs av Christiansen 1960. Sinella alata ingår i släktet Sinella och familjen brokhoppstjärtar. Inga underarter finns listade i Catalogue of Life.